# Einar Oscar Schou

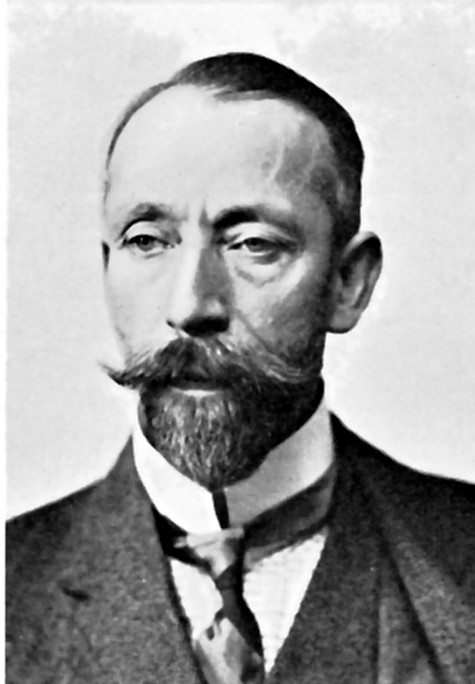
Einar Oscar Schou.

Einar Oscar Schou, född den 4 juli 1877 i Kristiania (idag Oslo), död den 28 december 1966 i Bergen, var en norsk arkitekt.
Schou fick sin utbildning vid Kristiania tekniska skola, Kunst- og haandverksskolen från 1900 och vid Konstakademien i Stockholm 1903. 
Schou biträdde 1903–1906 vid bygget av Dramatiska teatern i Stockholm. Från sistnämnda år var han bosatt i Bergen. Hans främsta arbeten där är teatern Den Nationale Scene, invigd 1909, och elektricitetsverket.
Han gifte sig 1906 med Signe Åkerlund.